# Popolazione mondiale

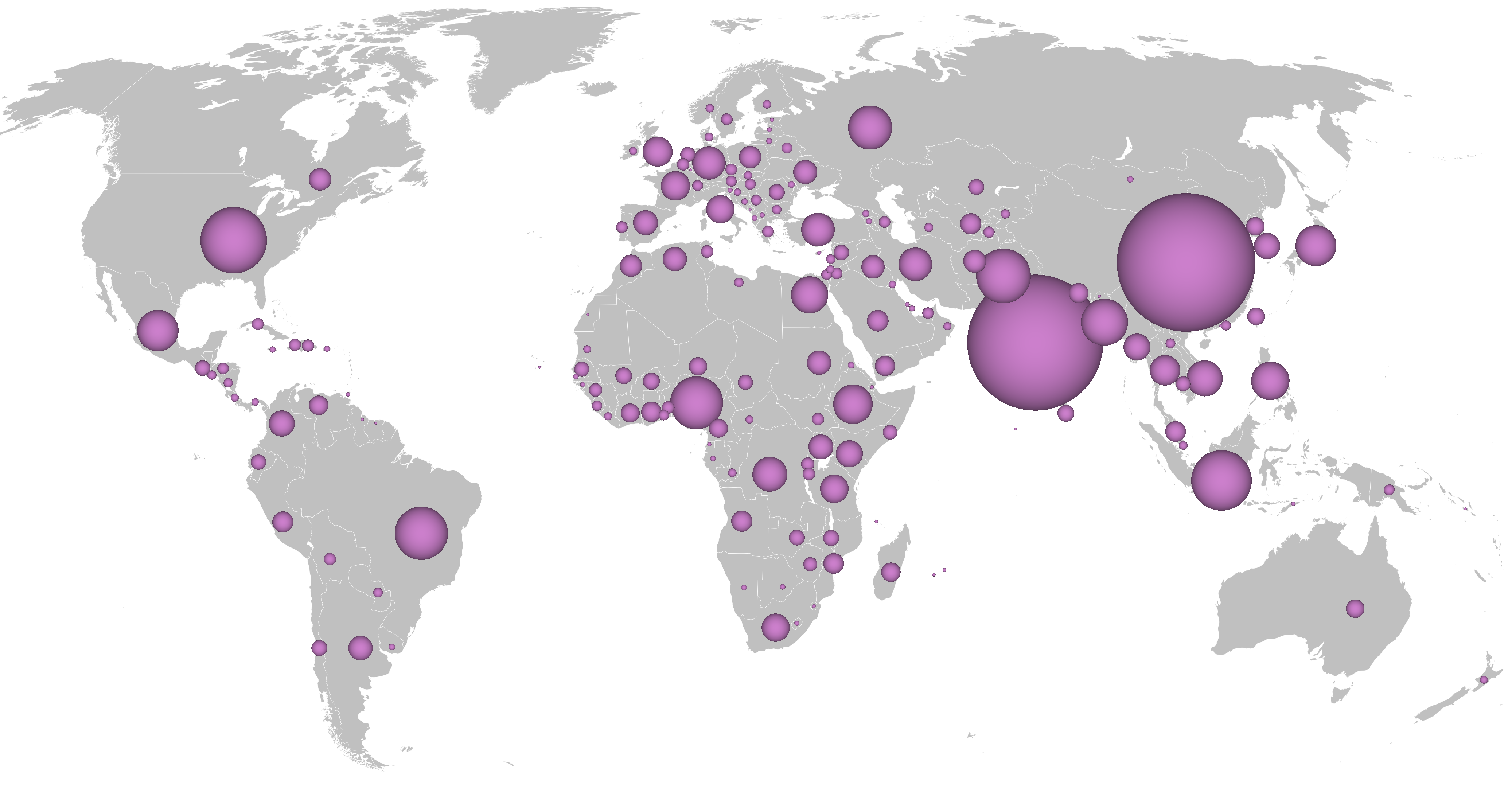
Mappa della popolazione mondiale nel 2021.

Per popolazione umana mondiale si indica il numero complessivo di esseri umani viventi al mondo ad una certa data. La popolazione mondiale ha visto una crescita continua sin dalla fine della piaga della peste nera, nel corso del XIV secolo, con il tasso di crescita che ha raggiunto un picco del 2,19% annuo nel 1964, che però nel 2008 si è quasi dimezzato: in virtù di ciò si stima che dal 15 novembre 2022 la popolazione mondiale abbia raggiunto la soglia di 8 miliardi di abitanti.
Secondo l'ONU (2019), nel 2050 la popolazione mondiale potrebbe raggiungere i 10,5
miliardi. Secondo invece l'IHME, giungerà il picco di 9,7 miliardi nel 2064 per poi calare a 8,8 nel 2100.

## Storia

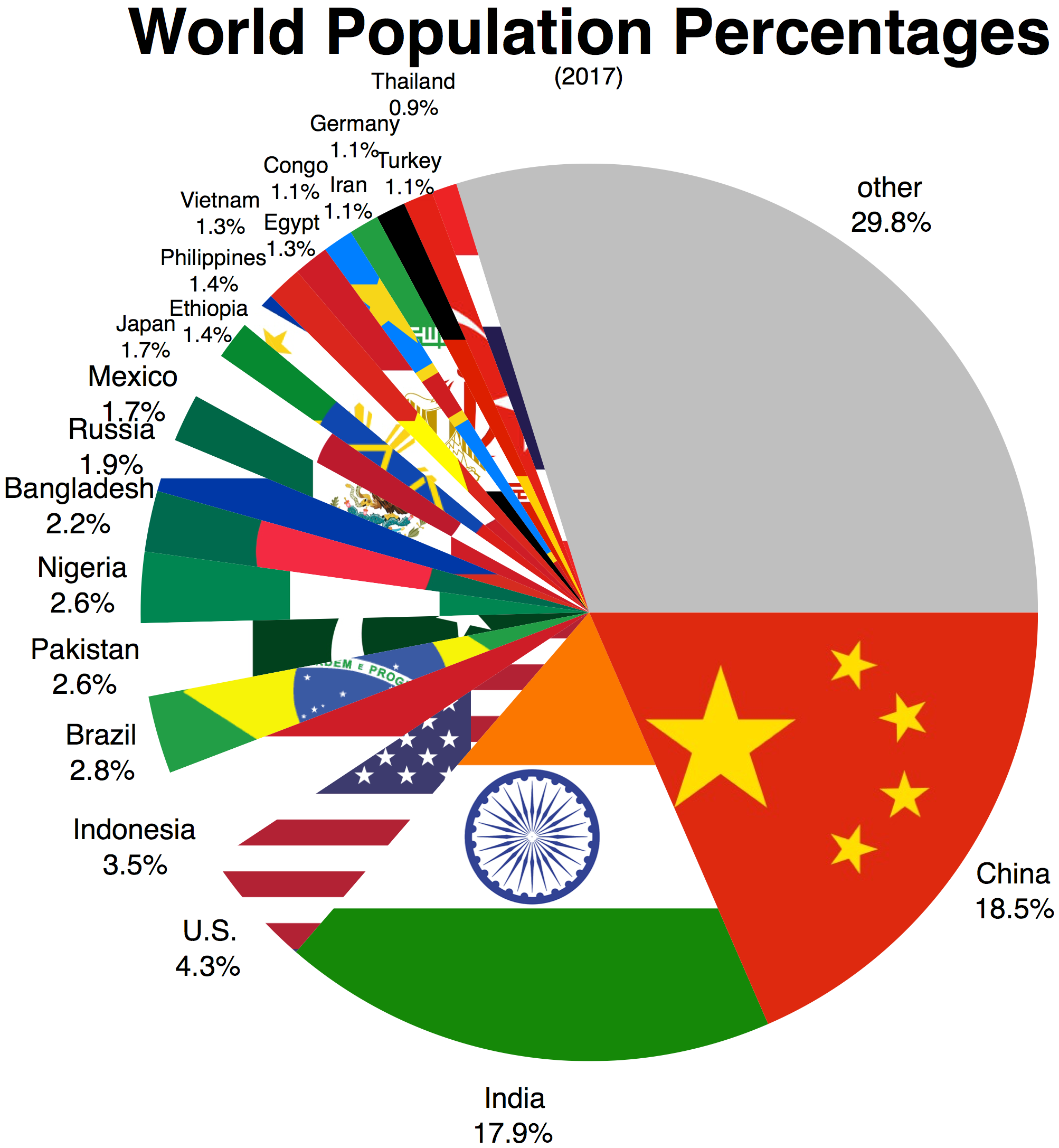
Percentuale di popolazione mondiale per paese, 2017

Numerosi ricercatori sostengono, in accordo con la teoria della catastrofe di Toba, che tra 75 000 e 70 000 anni fa l'intera specie umana fu decimata da un terribile cataclisma naturale, che la ridusse a poche migliaia di individui. Dal disastro (fino al consolidarsi delle prime scoperte nel campo dell'agricoltura) la popolazione tornò ad aumentare, sino a stabilizzarsi su circa 1 milione di abitanti, il cui stile di vita (basato su caccia e raccolta di viveri) non permise una crescita costante e mantenne la densità demografica nelle zone abitate su valori molto bassi in confronto all'epoca attuale.
Si stima invece che nell'Impero romano, tra il 300 e il 400 d.C., vivessero tra i 55 milioni e i 120 milioni di abitanti; tale popolazione fu duramente colpita dalla cosiddetta peste di Giustiniano, che, secondo le stime più quotate, portò a circa 25 milioni di decessi, fino alla sua estinzione attorno al 750.
Nel 1340 la popolazione europea si attestava attorno ai settanta milioni di individui, mentre alla nascita della dinastia Ming (1368) quella cinese contava circa sessanta milioni di abitanti. La peste nera, che colpì, nel corso del XIV secolo, l'Europa, ridusse presumibilmente la popolazione umana da 450 a 350-375 milioni di abitanti; questa piaga rappresenta l'ultimo periodo in cui la popolazione mondiale ebbe un decremento tanto marcato, che fu recuperato solo dopo quasi due secoli (in effetti, solo dopo il 1500 si raggiunse un numero di abitanti superiore a quello del 1347).
La colonizzazione europea delle Americhe contribuì fortemente al futuro sviluppo della popolazione mondiale, nonostante l'ingente perdita di vite umane tra le popolazioni indigene del Nuovo Mondo; l'apertura di nuovi spazi da abitare e la scoperta di specie vegetali quali il mais, la patata e il pomodoro fornirono nuove prospettive per la diffusione spaziale e quantitativa della popolazione europea.
Durante la rivoluzione industriale, i progressi della medicina e l'aumento della qualità della vita nei paesi sviluppati portarono alla cosiddetta rivoluzione demografica; il tasso di mortalità scese vertiginosamente e un contemporaneo tasso di natalità elevato portò ad un raddoppio della popolazione mondiale in solo due secoli. La popolazione europea, in particolare, passò da 100 milioni a quasi 200 milioni di individui e nel corso del XIX secolo raddoppiò. Il subcontinente indiano, ad oggi primo davanti alla Cina per popolamento, passò dai 125 milioni di abitanti del 1750 a circa 390 milioni nel 1941.
Nel 1975 la popolazione mondiale raggiunge i 4 miliardi di individui, quasi raddoppiando in trentacinque anni e toccando la propria velocità di crescita più elevata.

### Stime sul numero totale di esseri umani vissuti sulla Terra in ogni epoca
Già dagli anni settanta del XX secolo hanno cominciato a diffondersi affermazioni secondo cui la popolazione umana avrebbe raggiunto livelli così alti da superare di gran lunga il numero totale di esseri umani vissuti in tutte le altre ere dell'umanità. Simili affermazioni sono il frutto di leggende urbane, prive di alcuna base scientifica e non corrispondenti nemmeno lontanamente alla realtà.
Per quanto difficili e delicate, nel tempo sono state proposte diverse stime scientifiche sul numero totale di esseri umani vissuti in tutte le epoche. Una fu preparata nel 1995 da Carl Haub per conto dell'organizzazione non-profit Population Reference Bureau, poi aggiornata nel 2002. La stima aggiornata indica un numero totale pari a circa 106 miliardi di esseri umani vissuti sulla Terra. Haub ha qualificato questo numero come una stima ottenuta a partire dai livelli di popolazione in determinati momenti della storia umana, dall'antichità fino all'epoca contemporanea, applicando i tassi di natalità stimati per ciascun periodo.
Confrontando, ad esempio, questa stima con la popolazione globale dell'anno 2002 (pari a circa 6,2 miliardi), si deduce che la popolazione vivente nel 2002 costituisce solo il 6% del totale di uomini vissuti in tutte le epoche: quindi, non una schiacciante maggioranza, ma, proporzionalmente alla storia della specie, nemmeno un'esigua minoranza. Diversi altri studi prodotti nel primo decennio del XXI secolo hanno dato luogo a stime aggirantisi su un intervallo compreso tra i 100 e i 115 miliardi.

### Statistiche
Le tabelle successive mostrano le stime attuali e future della popolazione mondiale.
| Regione                  | 1750 | 1800 | 1850  | 1900  | 1950  | 1999  | 2050  | 2150  |
| ------------------------ | ---- | ---- | ----- | ----- | ----- | ----- | ----- | ----- |
| Mondo                    | 791  | 978  | 1 262 | 1 650 | 2 521 | 5 978 | 8 909 | 9 746 |
| Africa                   | 106  | 107  | 111   | 133   | 221   | 767   | 1 766 | 2 308 |
| Asia                     | 502  | 635  | 809   | 947   | 1 402 | 3 634 | 5 268 | 5 561 |
| Europa                   | 163  | 203  | 276   | 408   | 547   | 729   | 628   | 517   |
| America Latina e Caraibi | 16   | 24   | 38    | 74    | 167   | 511   | 809   | 912   |
| Nord America             | 2    | 7    | 26    | 82    | 172   | 307   | 392   | 398   |
| Oceania                  | 2    | 2    | 2     | 6     | 13    | 30    | 46    | 51    |

| Regione                  | 1750 | 1800 | 1850 | 1900 | 1950 | 1999 | 2050 | 2150 |
| ------------------------ | ---- | ---- | ---- | ---- | ---- | ---- | ---- | ---- |
| Mondo                    | 100  | 100  | 100  | 100  | 100  | 100  | 100  | 100  |
| Africa                   | 13,4 | 10,9 | 8,8  | 8,1  | 8,8  | 12,8 | 19,8 | 23,7 |
| Asia                     | 63,5 | 64,9 | 64,1 | 57,4 | 55,6 | 60,8 | 59,1 | 57,1 |
| Europa                   | 20,6 | 20,8 | 21,9 | 24,7 | 21,7 | 12,2 | 7,0  | 5,3  |
| America Latina e Caraibi | 2,0  | 2,5  | 3,0  | 4,5  | 6,6  | 8,5  | 9,1  | 9,4  |
| Nord America             | 0,3  | 0,7  | 2,1  | 5,0  | 6,8  | 5,1  | 4,4  | 4,1  |
| Oceania                  | 0,3  | 0,2  | 0,2  | 0,4  | 0,5  | 0,5  | 0,5  | 0,5  |

| Anno        | Mondo  | Africa | Asia  | Europa | America Latina    | Nord America    | Oceania | Note       |
| ----------- | ------ | ------ | ----- | ------ | ----------------- | --------------- | ------- | ---------- |
| 70 000 a.C. | <0,015 |        |       |        |                   |                 |         | [ 14 ]     |
| 10 000 a.C. | 1      |        |       |        |                   |                 |         |            |
| 9 000 a.C.  | 3      |        |       |        |                   |                 |         |            |
| 8 000 a.C.  | 5      |        |       |        |                   |                 |         | [ 15 ]     |
| 7 000 a.C.  | 7      |        |       |        |                   |                 |         |            |
| 6 000 a.C.  | 10     |        |       |        |                   |                 |         |            |
| 5 000 a.C.  | 15     |        |       |        |                   |                 |         |            |
| 4 000 a.C.  | 20     |        |       |        |                   |                 |         | [ 16 ]     |
| 3 000 a.C.  | 25     |        |       |        |                   |                 |         |            |
| 2 000 a.C.  | 35     |        |       |        |                   |                 |         |            |
| 1 000 a.C.  | 50     | 7      | 33    | 9      |                   |                 |         |            |
| 500 a.C.    | 100    | 14     | 66    | 16     |                   |                 |         |            |
| 1           | 200    | 23     | 141   | 28     |                   |                 |         | [ 17 ]     |
| 1000        | 400    | 70     | 269   | 50     | 8                 | 1               | 2       |            |
| 1500        | 458    | 86     | 243   | 84     | 39                | 3               | 3       |            |
| 1600        | 580    | 114    | 339   | 111    | 10                | 3               | 3       |            |
| 1700        | 682    | 106    | 436   | 125    | 10                | 2               | 3       |            |
| 1750        | 791    | 106    | 502   | 163    | 16                | 2               | 2       |            |
| 1800        | 978    | 107    | 635   | 203    | 24                | 7               | 2       |            |
| 1850        | 1 262  | 111    | 809   | 276    | 38                | 26              | 2       |            |
| 1900        | 1 650  | 133    | 947   | 408    | 74                | 82              | 6       |            |
| 1950        | 2 519  | 221    | 1 398 | 547    | 167               | 172             | 12,8    |            |
| 1955        | 2 756  | 247    | 1 542 | 575    | 191               | 187             | 14,3    |            |
| 1960        | 2 982  | 277    | 1 674 | 601    | 209               | 204             | 15,9    |            |
| 1965        | 3 335  | 314    | 1 899 | 634    | 250               | 219             | 17,6    |            |
| 1970        | 3 692  | 357    | 2 143 | 656    | 285               | 232             | 19,4    |            |
| 1975        | 4 068  | 408    | 2 397 | 675    | 322               | 243             | 21,5    |            |
| 1980        | 4 435  | 469    | 2 632 | 692    | 361               | 256             | 22,8    |            |
| 1985        | 4 831  | 542    | 2 887 | 706    | 401               | 269             | 24,7    |            |
| 1990        | 5 263  | 622    | 3 168 | 721    | 441               | 283             | 26,7    |            |
| 1995        | 5 674  | 707    | 3 430 | 727    | 481               | 299             | 28,9    |            |
| 2000        | 6 070  | 796    | 3 670 | 728    | 520               | 316             | 31,0    |            |
| 2005        | 6 454  | 888    | 3 917 | 725    | 558               | 332             | 32,9    | [ Nota 2 ] |
| 2010        | 6 930  | 1 044  | 4 170 | 735    | 600               | 344             | 36,4    |            |
| 2015        | 7 349  | 1 186  | 4 393 | 738    | 634               | 358             | 39,3    |            |
| Anno        | Mondo  | Africa | Asia  | Europa | America Latina[*] | Nord America[*] | Oceania | Note       |

1. 1 2 3 4 5 6  Il Nord America, in questo contesto, comprende gli stati: Canada, Stati Uniti, Groenlandia, Bermuda e Saint-Pierre e Miquelon. L'America Latina comprende gli stati dell'America Centrale, il Messico, i Caraibi e il Sud America.
2. ↑  Questa è una statistica controversa.

## Tasso di crescita

Evoluzione della popolazione in ogni continente. L'asse verticale è in scala logaritmica, in milioni di abitanti

Il tasso di crescita della popolazione è diverso da regione a regione. Secondo la statistica menzionata sopra, la crescita della popolazione nelle diverse aree geografiche dal 2000 al 2005 è stata:
 237,771 milioni in Asia
 92,293 milioni in Africa
 38,052 milioni in America Latina
 16,241 milioni in Nord America
 1,955 milioni in Oceania
 −3,264 milioni in Europa
 383,047 milioni nel mondo intero
Si nota che nel XX secolo l'enorme incremento della popolazione umana è avvenuto per diverse cause: per la diminuzione del tasso di mortalità di molti paesi, per i progressi della medicina moderna e per l'enorme incremento della produttività agricola, definito come rivoluzione verde.
Nel 2000 le Nazioni Unite stimarono che la popolazione mondiale fosse cresciuta ad un tasso dell'1,14%, pari a 75 milioni di persone all'anno, comunque in diminuzione rispetto al picco di 86 milioni avvenuto nel 1987. In pochissimi secoli, il numero di persone viventi sulla Terra è aumentato di diverse volte. Nel 2000 il pianeta ospitava 10 volte gli abitanti di 300 anni prima. Secondo dati forniti dalla CIA nel 2005 e nel 2006 la popolazione umana aumentava di 203 800 persone al giorno. Nel 2007 la stessa CIA ha rettificato il dato a 211 090 persone al giorno. Complessivamente, dal picco del 2,19% del 1963, il tasso di crescita della popolazione terrestre sta regolarmente diminuendo, ma tale crescita rimane elevata nel Medio Oriente e nell'Africa subsahariana.
In alcuni paesi, specialmente nell'Europa Centrale e nell'Europa dell'Est, si assiste ad un decremento della popolazione, dovuto principalmente alla diminuzione del tasso di fertilità, mentre nell'Africa meridionale la diminuzione della popolazione è dovuta all'alto numero di persone decedute a causa dell'AIDS. Entro i prossimi dieci anni anche paesi come il Giappone e alcuni paesi occidentali dovranno fare i conti con un tasso di decremento della popolazione.
Quando la crescita delle popolazioni supera la capacità di sostentamento di una determinata area geografica si parla di sovrappopolazione. Al contrario, tale area viene considerata "sottopopolata" se il numero di abitanti non è abbastanza elevato per mantenere attivo il sistema economico. Tuttavia coloro che sottovalutano il problema della sovrappopolazione non prendono in considerazione che la sostenibilità di un sistema economico è minacciata dal degrado ambientale e dall'impatto ecologico della popolazione esistente. Le Nazioni Unite stimano che la crescita della popolazione stia rapidamente declinando a causa della transizione demografica. Pertanto ci si aspetta un picco della popolazione di 9,2 miliardi di abitanti nel 2050.

Popolazione (stimata) tra il 10000 a.C. e il 2000 d.C.
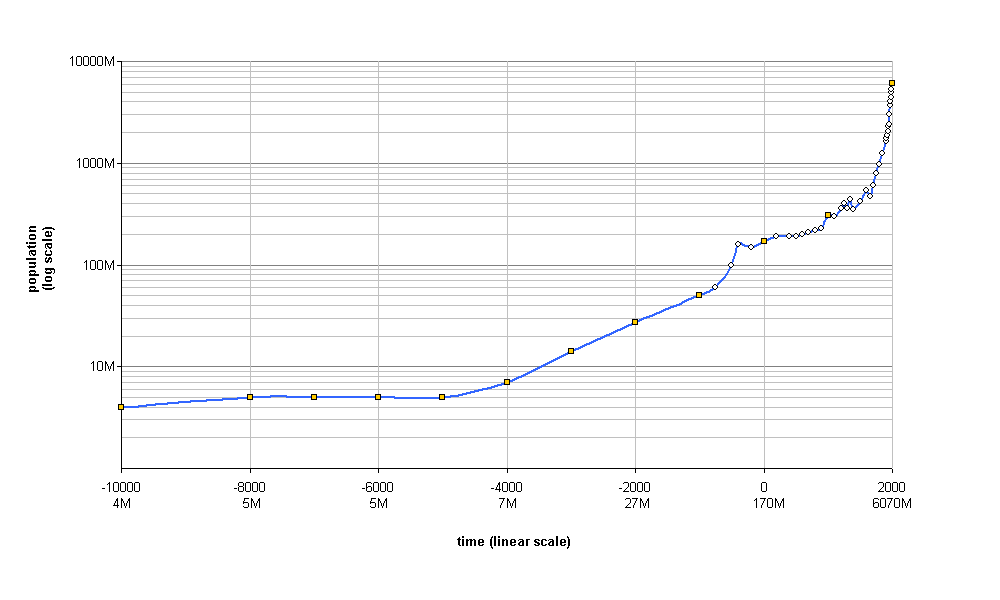
Popolazione (stimata) in scala logaritmica
Popolazione mondiale 1950–2010
Tasso di crescita 1950–2010

### Anni di riferimento
| Popolazione (in miliardi) Fonte: ONU | 1    | 2    | 3    | 4    | 5    | 6    | 7    | 8    | 9    | 10   |
| ------------------------------------ | ---- | ---- | ---- | ---- | ---- | ---- | ---- | ---- | ---- | ---- |
| Anno                                 | 1804 | 1927 | 1961 | 1974 | 1987 | 1999 | 2011 | 2022 | 2037 | 2057 |
| Anni trascorsi                       | -    | 123  | 34   | 13   | 13   | 12   | 12   | 11   | 15   | 20   |

Queste cifre mostrano come la popolazione mondiale sia triplicata in 72 anni, e raddoppiata in 38 anni, al 1999. Da notare che, nel corso del secondo millennio, ogni raddoppio ha richiesto all'incirca la metà di anni rispetto al raddoppio precedente.
|                           | A partire da 250 milioni | A partire da 250 milioni | A partire da 250 milioni | A partire da 250 milioni | A partire da 250 milioni | A partire da 250 milioni | A partire da 375 milioni | A partire da 375 milioni | A partire da 375 milioni | A partire da 375 milioni | A partire da 375 milioni |
| Popolazione (in miliardi) | 0,25                     | 0,5                      | 1                        | 2                        | 4                        | 8                        | 0,375                    | 0,75                     | 1,5                      | 3                        | 6                        |
| Anno                      | 950                      | 1600                     | 1804                     | 1927                     | 1974                     | 2022                     | 1420                     | 1720                     | 1875                     | 1960                     | 1999                     |
| Anni trascorsi            | -                        | 650                      | 204                      | 123                      | 47                       | 48                       | -                        | 300                      | 155                      | 85                       | 38                       |
| ------------------------- | ------------------------ | ------------------------ | ------------------------ | ------------------------ | ------------------------ | ------------------------ | ------------------------ | ------------------------ | ------------------------ | ------------------------ | ------------------------ |

## Distribuzione

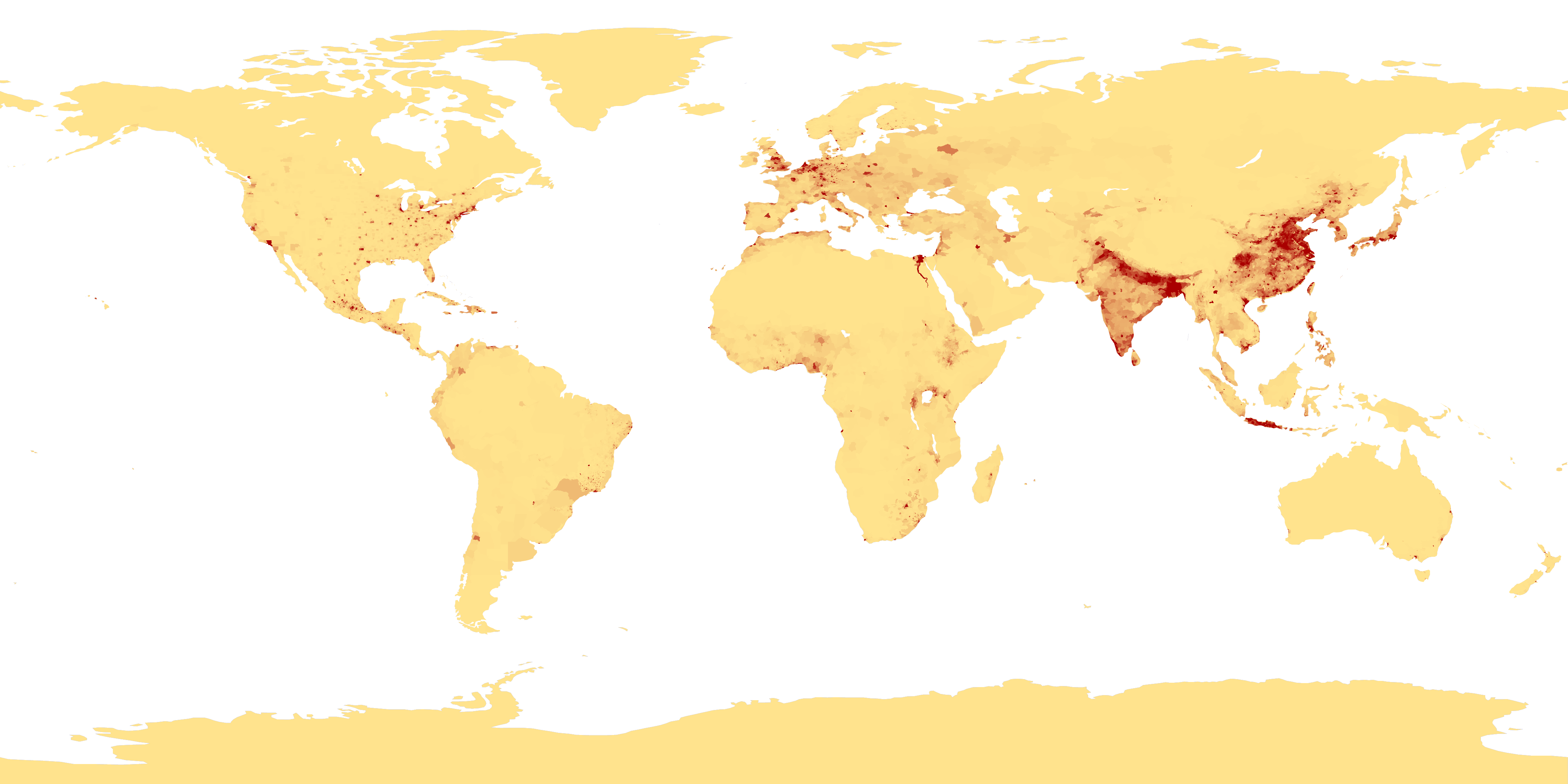
Mappa della densità di popolazione del mondo nel 1994, quando la popolazione era di circa 5,6 miliardi di unità; le aree a più alta densità risultano essere la pianura dell'Indo-Gange, la pianura della Cina settentrionale, il bacino del Sichuan, il delta del Nilo, il Giappone meridionale, l'Europa occidentale, l'isola indonesiana di Giava, l'America centrale e la megalopoli statunitense di BosWash (l'area compresa tra le città di Boston e Washington).

L'Asia ospita oltre il 60% della popolazione mondiale, con 3,8 miliardi di persone. La Repubblica Popolare Cinese e l'India da sole ne contano rispettivamente il 20% e il 17%. Segue l'Africa con 840 milioni, il 12% del totale, mentre l'Europa (710 milioni, 11%) e il Nord America (514 milioni, 8%) sono dietro. Chiudono Sud America (371 milioni, 5,3%) e Oceania (21 milioni).

### I 15 paesi con la popolazione totale più elevata
| Posizione | Paese / Territorio | Popolazione   | Data              | % della popolazione mondiale | Fonte |
| --------- | ------------------ | ------------- | ----------------- | ---------------------------- | --- |
| 1         | Cina               | 1 441 300 000 | 11 agosto 2025    | 21,41%                       | Chinese Population clock Archiviato il 4 dicembre 2003 in Internet Archive. Archiviato il 4 dicembre 2003 in Internet Archive. |
| 2         | India              | 1 398 540 000 | 11 agosto 2025    | 20,77%                       | Indian Population clock |
| 3         | Stati Uniti        | 325 127 000   | 2 gennaio 2019    | 4,56%                        | Official USA Population clock                                                                                                  |
| 4         | Indonesia          | 277 534 122   | 1 gennaio 2023    | 3,55%                        | Indonesian Population clock |
| 5         | Nigeria            | 223 804 632   | 1 gennaio 2023    | 3,19%                        | UN estimate |
| 6         | Brasile            | 229 934 000   | 11 agosto 2025    | 3,42%                        | Official Brazilian Population clock                                                                                            |
| 7         | Pakistan           | 216 815 000   | 11 agosto 2025    | 3,22%                        | Official Pakistani Population clock                                                                                            |
| 8         | Bangladesh         | 172 954 319   | 1 gennaio 2023    | 2,3%                         | UN estimate |
| 9         | Russia             | 140 387 818   | 20 dicembre, 2008 | 2,09%                        | Federal state statistics service                                                                                               |
| 10        | Giappone           | 127 205 040   | 20 dicembre, 2008 | 1,89%                        | Official Japan Statistics Bureau estimate                                                                                      |
| 11        | Messico            | 110 547 123   | 20 dicembre, 2008 | 1,64%                        | INEGI projection |
| 12        | Filippine          | 96 962 954    | 20 dicembre, 2008 | 1,44%                        | 2008 estimate |
| 13        | Vietnam            | 86 518 311    | 20 dicembre, 2008 | 1,28%                        | UN estimate |
| 14        | Etiopia            | 83 794 239    | 20 dicembre, 2008 | 1,24%                        | Ethiopia Central Statistics Agency                                                                                             |
| 15        | Germania           | 82 352 473    | 20 dicembre, 2008 | 1,22%                        | Federal Statistics Office estimate                                                                                             |

In questi 15 paesi vivono all'incirca 4,4 miliardi di persone, che rappresentano approssimativamente i due terzi dell'intera popolazione mondiale. La popolazione totale dell'Unione europea — 494 milioni di persone — era all'incirca il 7,3% della popolazione mondiale nel 2006 e avrebbe occupato il terzo posto nella lista di cui sopra.

### Stati più densamente popolati
| Posizione | Nazione/Territorio con statuto speciale                   | Popolazione | Area (km²) | Densità (Abitanti per km²) | Note   |
| --------- | --------------------------------------------------------- | ----------- | ---------- | -------------------------- | ------ |
| 1         | Macao (PRC)                                               | 649.342     | 28,6       | 18 196                     |        |
| 2         | Monaco                                                    | 32 671      | 1,95       | 16 754                     | [ 25 ] |
| 3         | Singapore                                                 | 4 588 600   | 707,1      | 6 489                      |        |
| 4         | Hong Kong (PRC)                                           | 7 040 885   | 1 099      | 6 407                      |        |
| 5         | Gibilterra (Regno Unito)                                  | 27 921      | 6          | 4 654                      |        |
| 6         | Città del Vaticano                                        | 821         | 0,44       | 1 866                      | [ 26 ] |
| 7         | Bahrein                                                   | 1 046 814   | 720        | 1 454                      | [ 27 ] |
| 8         | Malta                                                     | 401 880     | 316        | 1 272                      |        |
| 9         | Bermuda (Regno Unito)                                     | 64 174      | 53         | 1 211                      |        |
| 10        | Maldive                                                   | 329 198     | 298        | 1 105                      |        |
| 11        | Bangladesh                                                | 150 448 339 | 143 998    | 1 045                      | [ 28 ] |
| 12        | Isole del Canale (due dipendenze della Corona Britannica) | 149 463     | 195        | 766                        | [ 29 ] |
| 13        | Palestina                                                 | 4 018 332   | 6 020      | 667                        |        |
| 14        | Nauru                                                     | 13 635      | 21         | 649                        |        |
| 15        | Taiwan                                                    | 22 894 384  | 35 980     | 636                        | [ 26 ] |

Lista delle nazioni contemporaneamente con alta popolazione totale (più di 29 milioni di persone) e alta Densità di popolazione (più di 310 persone per chilometro quadrato):
| Posizione | Nazione       | Popolazione   | Densità (Abitanti per km²) |
| --------- | ------------- | ------------- | -------------------------- |
| 1         | India         | 1 198 003 000 | 352,9                      |
| 2         | Bangladesh    | 157 813 124   | 1 069                      |
| 3         | Giappone      | 127 170 110   | 336,5                      |
| 4         | Filippine     | 93 843 460    | 312,8                      |
| 5         | Corea del Sud | 49 354 980    | 493,4                      |

## Etnie
La popolazione mondiale è composta da centinaia di gruppi etnici. Il più grande gruppo etnico del mondo è quello degli Han, che rappresenta il 19,73% della popolazione globale. Per confronto, il 6,06% della popolazione del pianeta è di parziale o totale ascendenza spagnola e, con un livello di aggregazione più ampio, il 14,2% della popolazione terrestre ha antenati sub-sahariani. 

## Demografia delle nascite
Secondo il CIA World Factbook del 2006, circa il 27% della popolazione mondiale è sotto i 15 anni di età.
Prima della crescita del tasso di mortalità gli anni 1990 videro la più grande esplosione di nascite mondiale, specialmente negli anni successivi al 1995, nonostante il tasso di nascite non fosse più alto come negli anni sessanta. In realtà, a causa dei 160 milioni di nuove nascite all'anno dopo il 1995, il tempo che ci volle per raggiungere il successivo miliardo fu il minimo della storia (solo 12 anni), tanto che la popolazione mondiale crebbe fino a 6 miliardi di persone nel 1999; la maggior parte dei demografi all'inizio del decennio aveva invece stimato che questo traguardo sarebbe stato superato nell'anno 2000.
Gli anni tra il 1985 e il 1990 furono in termini di valore assoluto il periodo con la crescita annuale più rapida mai avvenuta nella storia mondiale. Nonostante ciò, nei primi anni 1960, ci fu un tasso di crescita maggiore di quella di metà e fine anni 1980, e la crescita di popolazione oscillò intorno agli 83 milioni di persone nel suddetto lustro, con la crescita annuale più grande di tutti i tempi (circa 88 milioni nel 1990). La ragione va trovata nel fatto che la popolazione tra la metà e la fine degli anni ottanta era di gran lunga maggiore (circa 5 miliardi) di quella degli anni sessanta (circa 3 miliardi); per questo il tasso di crescita degli anni ottanta non fu visto come un fattore di drammatico sconvolgimento nella demografia mondiale.

## Proiezioni (2020) sulla popolazione mondiale nel 2100 e collegamenti con altre proiezioni
Le proiezioni sulla crescita e/o calo della popolazione mondiale, incluse le stime dei paesi più popolosi, dopo il 2050 circa diventano problematiche e piuttosto speculative. Comunque, sono periodicamente pubblicate delle proiezioni da istituzioni internazionali e non, ognuna con le loro ipotesi. Sono qui raccolte alcune proiezioni che tentano di prevedere l'ammontare della popolazione mondiale al 2100.
- In "World Population Stabilization Unlikely This Century" (2014), pubblicato nella US National Library of Medicine, si spiega che una vecchia analisi delle proiezioni ONU rivela che nel XXI secolo di base ci sarà una crescita della popolazione, ma in più aggiunge che non sarà seguita da un arresto di questa crescita in questo secolo. C'è l'80% di probabilità che la popolazione mondiale, dai 7,83 miliardi di persone (dicembre 2020), crescerà a 9.6-12.3 miliardi nel 2100. L'incremento principale si registrerà in Africa a causa degli alti tassi di fecondità, che non caleranno in modo drammatico. In più, prevede aumento del rapporto tra popolazione in età lavorativa e anziana ("ratio of working age people to older people") anche nei paesi che hanno una popolazione molto giovane.
- In "These countries will have the largest populations - by the end of the century" del World Economic Forum (2020), si spiega che, da 7,83 miliardi (dicembre 2020), secondo l'ONU (stima del 2019, aggiornata) la popolazione mondiale crescerà a 8,5 miliardi nel 2030, a 9,7 miliardi nel 2050 e a 10,9 miliardi nel 2100. Non si registrano cali e il tasso di crescita non sarà omogeneo, ma variabile da zona a zona. Sarà alto in nove stati, che insieme formeranno metà dell'incremento totale. Dal tasso più alto al più basso, essi sono: India, Nigeria, Pakistan, Repubblica Democratica del Congo, Etiopia, Tanzania, Indonesia, Egitto e Stati Uniti d'America. Intorno al 2027, l'India supererà la Cina e diventerà la nazione più popolosa al mondo. La popolazione dell'Africa sub-sahariana entro il 2050 sarà raddoppiata. Una bassa crescita della popolazione sarà registrata in gran parte dell'Oceania, Asia orientale e centrale, America Latina e Caraibi. La più bassa in assoluto (2%) è registrata in Europa. Il tasso di fertilità globale, pari a 3,2 figli per donna, è calato a 2,5 nel 2019 e calerà a 2,2 nel 2050 (per assicurare il rimpiazzamento con nuove generazioni invece di un declino demografico, serve un livello di fertilità di 2,1 oppure la presenza di migrazioni). Le stime sono reperibili in "Growing at a slower pace, world population is expected to reach 9.7 billion in 2050 and could peak at nearly 11 billion around 2100" dell'ONU (Department of Economjic and Social Affairs, 2019).
- L'IHME (Institute for Health Metrics and Evaluation), da come spiegato nello stesso articolo del World Economic Forum, sostiene un articolo pubblicato su The Lancet che spiega che la popolazione raggiungerà un picco di 9,7 miliardi nel 2064 e subirà un calo, raggiungendo gli 8,8 miliardi nel 2100. Questa stima è data dai bassi tassi di fertilità a monte, siccome sono (anche) considerati l'accesso ai mezzi contraccettivi e l'alto livello di educazione. Entrambe le stime hanno delle differenze date da aspetti demografici come l'aspettativa di vita e dei tassi di migrazione, oltre al già citato tasso di fertilità basso e al fatto che, entro il 2100, quasi 2,37 miliardi di persone (oltre 1/4 della popolazione) avrà almeno 65 anni. Le informazioni sono state riprese da giornali come il Guardian ("World population in 2100 could be 2 billion below UN projections", 2020), che precisano che l'ONU parte dal presupposto che i paesi con un basso tasso di fertilità oggi subiranno in futuro un incremento medio a 1,8 figli per donna. Ma, se le donne hanno ricevuto un'educazione e hanno l'accesso ai servizi di salute riproduttiva ("reproductive health services", che forse si riferisce ai mezzi contraccettivi), di solito scelgono di fare 1,5 figli in base alle statistiche. Questo presupposto quindi porta a postulare un calo della popolazione a seguito di un picco, contravvenendo l'opinione di un aumento continuo della popolazione lungo tutto il secolo. La ricerca evidenzia il dimezzamento entro il 2100 di almeno metà della popolazione in paesi che sono anche delle grandi potenze economiche, ovvero il Giappone, Spagna, Italia, Thailandia, Portogallo, Sudcorea e Polonia. Anche la Repubblica Popolare Cinese subirà un grosso calo della popolazione, scendendo da 1,4 miliardi di persone a 730 milioni entro il 2100. Di contro, l'Africa sub-sahariana triplicherà la sua popolazione, da 1 a 3 miliardi di persone. In particolare, tra tutti i paesi africani, la Nigeria raggiungerà i quasi 800 milioni di persone nel 2100, supererà la RPC e sarà il secondo paese più popoloso al mondo appena dopo l'India, con 1,1 miliardi di persone. Quindi, in Africa il trend sarà quello di un aumento della popolazione, a differenza di paesi come la Cina e India e di molte altre potenze economiche. Questo trend di crescita in Africa continuerà oltre il 2100. La pandemia da coronavirus del 2019-2020 non avrà un particolare impatto su queste statistiche. Simili informazioni sono riprese in un altro articolo del World Economic Forum, "Large population decline expected in China and India" (2020).

Simili trend si legano in parte anche alle lingue più parlate nel mondo per numero di parlanti madrelingua L1 e per numero di parlanti totali. Secondo Colette Grinevald (2006), le lingue più parlate al mondo come numero di parlanti totali nel 2100 saranno l'inglese, cinese moderno standard, hindi, spagnolo, portoghese, arabo moderno standard, swahili e wolof. La presenza o meno del francese è controversa. Svariate lingue elencate sono già tra le più parlate al mondo secondo Ethnologue 2020 insieme all'indonesiano, russo, tedesco, bengali e giapponese.
Queste stime si possono poi legare al calo della forza lavoro e dei soldi raccolti con la tassazione (se la popolazione cala, entrambi calano) e all'aumento della potenza economica di una nazione, misurabile per esempio con il GDP. Secondo il Bloomberg Businessweek ("An Economist’s Guide to the World in 2050", 2020), entro il 2050 molte economie emergenti supereranno le economie avanzate siccome produrranno almeno il 60% del GDP globale. Quanto all'ipotetica classifica delle future superpotenze mondiali contenuta nello stesso articolo di Bloomberg, si spiega che nel 2033 l'India supererà il Giappone, in pieno calo demografico e dalla popolazione molto invecchiata. Nel 2035, la Repubblica Popolare Cinese supererà gli Stati Uniti d'America e potrà rivaleggiare con l'India. Quest'ultima, che ha una popolazione molto più giovane, negli anni '40 del XXI° secolo può superare la RPC e diventare la prima potenza economica mondiale. Entro il 2050, alle grandi potenze economiche mondiali si aggiungerà l'Indonesia. Queste transizioni rischiano di essere problematiche (e.g. possono passare attraverso guerre commerciali e scontri di altro tipo, anche riguardanti i territori contesi: la trappola di Tucidide, nelle relazioni internazionali, è la situazione in cui una potenza deve dichiarare guerra a una potenza emergente pur di non perdere il primato). La visione di The Lancet (2020) è diversa, anche perché si spinge fino al 2100: nel 2050 colloca al primo posto la Cina, al secondo posto gli USA e al terzo posto l'India, che supera il Giappone. Al quinto posto piazza la Germania. Nel 2100, gli USA potrebbero tornare al primo posto. Nelle statistiche del 2050 e 2100, lo stato più potente dell'America Latina è il Brasile, quello dell'Oceania è l'Australia e quello dell'Africa è la Nigeria. Nel 2050, i più potenti del Medioriente sono la Turchia e l'Arabia Saudita, superata nel 2100 da Israele. L'Italia, dal 9º posto al mondo, entro il 2050 scenderà al 16º e, nel 2100, scenderà ulteriormente al 25º; è uno dei cali più netti messi in evidenzia insieme alla Spagna e all'Arabia Saudita e alla Polonia entro il 2100.
Secondo Bloomberg (2020), i paesi ordinati in base al GDP nel 2050 (i dati si intrecciano bene con la popolazione totale) sono i seguenti:
| # 2050 | Paese per GDP (2020)  | Paese per GDP (2050)  | Commento sull'andamento del GDP                                                                                               |
| ------ | --------------------- | --------------------- | --- |
| 1      | Stati Uniti d'America | Cina                  | Supererà gli Stati Uniti d'America nel 2035                                                                                   |
| 2      | Cina                  | Stati Uniti d'America | Sarà superato dalla Repubblica Popolare Cinese nel 2035                                                                       |
| 3      | Giappone              | India                 | Supererà il Giappone nel 2033                                                                                                 |
| 4      | Germania              | Indonesia             | Poco prima del 2050, supererà Germania, Francia, Brasile, Giappone e Regno Unito (gli ultimi due sono ormai in caduta libera) |
| 5      | Francia               | Germania              | Verrà superata da India e Indonesia                                                                                           |
| 6      | India                 | Giappone              | Verrà superato da India e Indonesia                                                                                           |
| 7      | Regno Unito           | Brasile               | È soggetto a una lenta crescita; supererà la Francia e il Regno Unito, sarà superato dall'Indonesia                           |
| 8      | Brasile               | Francia               | Sarà superata dall'India, Indonesia e Brasile                                                                                 |
| 9      | Italia                | Regno Unito           | L'articolo segnala una caduta libera dell'Italia; sarà superato da Indonesia e Brasile                                        |
| 10     | Canada                | Turchia               | Supererà poco prima del 2050 il Canada, togliendogli il decimo posto                                                          |

L'articolo mostra poi come molte grandi potenze intorno all'inizio secolo e nel 2020 in base al GDP subiranno una caduta libera. La Russia è sparita dalle prime 10 già negli anni '90, Spagna è sparita dalle prime 10 poco dopo il 2000, mentre l'Italia sparirà negli anni '30 dell'attuale secolo a seguito di una caduta libera iniziata negli anni '90. Negli anni '40, sparirà anche il Canada, superato dalla Turchia.

### Paesi più popolosi nel 2100 secondo il The Lancet (2020)
| # 2100 | Paese               | Popolazione al dicembre 2020 | Popolazione al 2100 |
| ------ | ------------------- | ---------------------------- | ------------------- |
| 1      | India               | 1,370 miliardi               | 1,09 miliardi       |
| 2      | Cina                | 1,405 miliardi               | 732 milioni         |
| 3      | Nigeria             | 208 milioni                  | 791 milioni         |
| 4      | USA                 | 330 milioni                  | 336 milioni         |
| 5      | Pakistan            | 220 milioni                  | 248 milioni         |
| 6      | Rep. Dem. del Congo | 101 milioni                  | 246 milioni         |
| 7      | Indonesia           | 269 milioni                  | 229 milioni         |
| 8      | Etiopia             | 100 milioni                  | 223 milioni         |
| 9      | Egitto              | 101 milioni                  | 199 milioni         |
| 10     | Tanzania            | 57 milioni                   | 186 milioni         |

I dati sono presi da statistiche risalenti a dicembre 2020 ma quelli dell'Indonesia, Tanzania, Pakistan e RDC risalgono al luglio 2020. Tutti questi dati ovviamente sono soggetti a fluttuazioni che, in casi straordinari, possono anche essere grosse.
L'articolo su the Lancet cita che il Brasile, Bangladesh, Russia, e Giappone, tra i più popolosi nel 2017, subiranno un crollo della popolazione (in particolare, il Giappone è uno di quei paesi che subirà almeno un dimezzamento della popolazione). La Nigeria subirà un incremento demografico record dal 2017 e entro il 2100 del 765%, seguita dal Chad, Sud Sudan, Samoa e Mali. Eccetto per l'arcipelago delle Samoa, in Polinesia (Oceania), sono tutti paesi dell'Africa. L'Italia, da poco più di 60 milioni di persone (2017) entro il 2100 subirà un dimezzamento a poco più di 30 milioni. Secondo The Lancet, India, Nigeria e Cina avranno la più vasta forza lavoro al mondo, seguite dagli Stati Uniti.

### Previsioni basate sulla crescita della popolazione
Nel 1798 Thomas Malthus previde che la crescita della popolazione avrebbe ecceduto le disponibilità di cibo entro la metà del XIX secolo. Nel 1968 Paul R. Ehrlich riprese queste argomentazioni nel proprio testo The Population Bomb, prevedendo carestie per gli anni settanta e ottanta. Le fosche previsioni di Ehrlich e di altri neo-malthusiani furono duramente contrastate da vari economisti tra i quali, in particolare, Julian Lincoln Simon. La ricerca agronomica, che era a quei tempi già sulla strada di quella che sarebbe stata la rivoluzione verde, portò a bruschi incrementi nelle rese agricole. La produzione agricola ha retto per molti anni il passo della crescita demografica. Ma i neo-malthusiani sottolineano che non potrà in eterno sostenere il ritmo verificatosi durante la rivoluzione verde tra il 1950 e il 1985 quando ha trasformato l'agricoltura del mondo e la produzione di cereali è cresciuta del 250%.
Ci si scontra con la finitezza delle risorse. L'energia necessaria alla Rivoluzione Verde era fornita da combustibili fossili sotto forma di produzione di fertilizzanti (che richiede gas naturale) e di metodi di irrigazione azionati grazie all'uso di idrocarburi.
Il picco nella produzione mondiale di idrocarburi potrebbe essere un buon test per le previsioni di Malthus ed Ehlrich. Infatti nel maggio del 2008 il prezzo dei cereali è stato spinto verso l'alto dall'aumentato uso dei prodotto agricoli come biocarburanti, il prezzo mondiale del petrolio ha raggiunto i 140 $ per barile e la popolazione globalmente continua a crescere; sono inoltre in corso rilevanti cambiamenti climatici, una perdita di terreno coltivabile dovuta allo sviluppo abitativo e industriale
e una forte crescita della domanda dei consumatori indiani e cinesi.
Disordini dovuti alla scarsità di cibo sono recentemente scoppiati in vari paesi del mondo.
La popolazione mondiale è cresciuta di circa 4 miliardi di persone dall'inizio della Rivoluzione Verde e molti credono che, senza questa rivoluzione, ci sarebbero nel mondo più fame e denutrizione di quanto documentato dalle Nazioni Unite (circa 790 milioni di persone che soffrivano di malnutrizione cronica nel 2015).
Alcuni autori ritengono che i tassi di fertilità attualmente bassi in Europa, America del Nord, Giappone e Australia, combinati con l'immigrazione di massa, avranno gravi conseguenze negative per queste parti del mondo.
La povertà infantile è stata collegata al fatto che le persone facciano nascere i propri figli prima di avere i mezzi economici per prendersi cura di loro.
Alcuni studiosi hanno elaborato la teoria probabilistica chiamata del Giorno del Giudizio (Doomsday Argument, DA) applicando l'inferenza bayesiana alla popolazione mondiale e concludendone che la fine dell'umanità avverrà entro 9 000 anni.

## Numero totale di esseri umani vissuti in ogni tempo
Negli anni settanta era diffusa la credenza che il 75% delle persone che avessero mai vissuto sulla terra fossero in vita nel 1970, il che porterebbe il totale degli esseri umani vissuti fino agli anni settanta ad un numero minore rispetto a quello della popolazione vivente oggi.
Questa convinzione venne in seguito ridicolizzata e considerata come un mito. Una stima più recente del numero totale delle persone vissute in ogni tempo è stata proposta nel 1995 da Carl Haub del Population Reference Bureau e successivamente aggiornata nel 2002; il dato così aggiornato era approssimativamente di 106 miliardi.
Haub caratterizzò questo dato come una stima costruita ricavando la dimensione della popolazione in diversi momenti compresi tra l'antichità e il presente e applicando tassi di natalità presunti ad ognuno dei periodi così definiti.
Data una stima della popolazione globale per il 2002 di 6,2 miliardi, se ne può dedurre che circa il 6% di tutti gli esseri umani vissuti in ogni tempo fossero in vita nel 2002 stesso.
Altre stime del numero della popolazione umana vissuta in ogni tempo spaziano approssimativamente dai 45 ai 125 miliardi; le più attendibili si attestano nell'intervallo tra i 90 e i 110 miliardi.. La stima è difficile per le seguenti ragioni: 
- L'insieme delle specifiche caratteristiche che definiscono l'essere umano e che distinguono i primi Homo sapiens dagli appartenenti a specie anteriori o correlate è materia di ricerca e di intenso dibattito. Non è quindi possibile sapere quando cominciare il conteggio, né quali ominidi includere in esso. Vedere a questo riguardo al paradosso del sorite.
- Anche se la comunità scientifica raggiungesse un ampio consenso sulle caratteristiche distintive degli esseri umani, sarebbe comunque quasi impossibile definire con precisione il momento della loro prima apparizione anche solo con l'approssimazione di un millennio, e questo semplicemente perché le testimonianze fossili sono troppo discontinue. Sono state ritrovate appena alcune migliaia di fossili dei primi esseri umani, molti dei quali non più grandi di un dente o di un frammento di osso. Questi frammenti ossei sono utilizzati per estrapolare la consistenza di una popolazione di milioni di esseri umani sparsi nei diversi continenti.
- Dati statistici affidabili esistono solo per gli ultimi due o tre secoli. Fin verso la fine del XVII secolo pochi Stati, regni o imperi globali riuscirono a realizzare censimenti accurati. Molte delle prime esperienze censuarie erano focalizzate sul mero conteggio di un sottoinsieme della popolazione per motivi fiscali o legati al servizio militare [senza fonte]. Tutti i dati riguardanti la consistenza della popolazione in periodi anteriori al XVIII secolo sono delle stime, e quindi il margine di errore sul numero totale degli esseri umani vissuti in ogni tempo dovrebbe essere nell'ordine dei miliardi o addirittura delle decine di miliardi di persone.